# Litiulus alaskanus
Litiulus alaskanus är en mångfotingart som först beskrevs av Cook 1904.  Litiulus alaskanus ingår i släktet Litiulus och familjen Parajulidae. Inga underarter finns listade i Catalogue of Life.